# Giuseppe Zamboni
Giuseppe Zamboni (ur. 1 czerwca 1776, zm. 25 lipca 1846 w Wenecji) – ksiądz katolicki oraz fizyk, który wynalazł stos Zamboniego, wczesną wersję ogniwa zbliżoną do ogniwa Volty.

## Życiorys
Urodził się 1 czerwca 1776 r. we wsi Arbizzano koło Werony. Jako uczeń seminarium w Weronie studiował filozofię i teologię i osiągał wówczas na tyle dobre wyniki, że został wyświęcony na księdza rok szybciej niż przewiduje prawo kanoniczne. Po ukończeniu studiów w 1800 r. został opatem i nauczycielem filozofii w szkole miejskiej w St. Sebastiano. Interesował się fizyką, w szczególności elektrycznością, w związku z czym po napoleońskim podboju został nauczycielem fizyki w nowo założonej szkole. Studiując ogniwo Volty, podjął się skonstruowania ulepszonej jego wersji, by uniknąć korozji w ogniwie.
Zmarł 25 lipca 1846 r. w Wenecji. W Weronie upamiętnia go tablica na domu, w którym żył do ostatnich lat.

## Wynalazki

Wahadło Zamboniego

Zamboni jest znany studentom fizyki ze stworzenia ulepszonej wersji suchego ogniwa (bateria elektryczna, która nie używa elektrolitu), w 1812 roku. Zbudowane jest ono z dużej liczby papierowych dysków powleczonych folią cynkową z jednej strony oraz tlenkiem magnezu z drugiej. Wilgotność papieru tworzy przewodnik elektryczny.
Poprzez złożenie dużej liczby takich dysków razem ze sobą w szklanej tubie, powstała siła elektromotoryczna jest w stanie unieść listek elektroskopu. Dzięki zakończeniu tuby gałkami i zawieszeniu mosiężnej kuli między nimi, Zamboni opracował przyrząd, który nazwał zegarem elektrostatycznym. Urządzenie to zostało tak nazwane, gdyż kula oscylująca pomiędzy gałkami wygląda jak wahadło.
W eksperymencie z oksfordzkim dzwonem elektrycznym w Laboratorium Clarendon na Uniwersytecie Oxfordzkim, udało się zasilić ten dzwon przez stos Zamboniego. Pracował on do momentu gdy cynk całkowicie się utlenił oraz skończył się magnez.

## Prace naukowe
Do najważniejszych prac Zamboniego można zaliczyć: "Della pila elettrica a secco" (Wenecja, 1812); "L'elettromotore perpetuo" (Wenecja, 1820); "Descrizione d'un nuovo galvanometro" (Wenecja, 1833).